# Хольгер, Хильда
Хильда Хольгер (нем. Hilde Holger; 18 октября 1905, Вена — 22 сентября 2001, Лондон) — австрийская танцовщица, хореограф и педагог, основательница национальной школы выразительного танца. 
Родилась в еврейской семье. Получила разностороннее художественное образование на факультете танца Академии музыки и изобразительных искусств в Вене, руководимом Гертрудой Боденвизер, которую относили к почитательницам Айседоры Дункан. В 1926 году Хильда Хольгер открывает в Вене свою собственную «Новую школу искусства движения», занятия в которой были нацелены, прежде всего, на развитие собственной креативности и выразительности учеников. Школа постепенно становится одним из центров современного танца в Вене. В это же время Хильда Хольгер даёт множество сольных представлений в Австрии и за её пределами.
Однако в 1939 году Хольгер как еврейка была вынуждена эмигрировать в Бомбей, потеряв семью в нацистских концлагерях. Индийская природа и культура и, в частности, культура движения, оказали на неё и её искусство большое влияние. В 1948 году из-за беспорядков в Индии на религиозной почве она с мужем, индийским врачом, и дочерью переезжает в Лондон, где преподаёт танец в школах и проводит семинары.
У родившегося в 1949 году её сына Дариуса обнаруживаются отклонения в развитии, и занятия с ним становятся началом её танцевально-терапевтической работы. Её первая большая постановка «К свету» в этом направлении стало огромным вкладом в английскую танцевальную терапию. «[Дариус] показал мне путь вовлечение инвалидов в танцевальную работу, и он открьл мне новые перспективы донести музыку и движение до мальчиков и девочек с ограниченными возможностями», — писала Хильда Хольгер.
Особенностями подхода Хильды Хольгер в танцевальной педагогике были стремление пробудить индивидуальность и сильное творческое начало в человеке, работа над поиском его собственной выразительности в танце и открытость творчества в танце для каждого. До последних дней Хильда Хольгер давала классы дважды в неделю: «Я непоколебимо верю в силу танца; танец наполняет всё человеческое существо».